# República Democrática do Congo nos Jogos Olímpicos de Verão da Juventude de 2010
A República Democrática do Congo participou dos Jogos Olímpicos de Verão da Juventude de 2010 em Cingapura. Sua delegação foi composta por dezesseis atletas que competiram em cinco esportes.

## Atletismo
| Evento          | Atleta                 | Qualificação  | Qualificação | Final     | Final        |
| Evento          | Atleta                 | Resultado     | Posição      | Resultado | Posição      |
| --------------- | ---------------------- | ------------- | ------------ | --------- | ------------ |
| 400 m masculino | Yorghena Embole Mokulu | Não completou | -- (-- q1)   | 51.24     | 2º (Final D) |

## Esgrima
| Evento                    | Atleta             | Qualificação | Qualificação | Oitavas-de-final      | Quartas-de-final   | Semifinais         | Final              | Pos. final |
| Evento                    | Atleta             | Oponente Resultado | Pos.         | Oponente Resultado    | Oponente Resultado | Oponente Resultado | Oponente Resultado | Pos. final |
| ------------------------- | ------------------ | --- | ------------ | --------------------- | ------------------ | ------------------ | ------------------ | ---------- |
| Sabre individual feminino | Makwanya Nyabileke | USA Celina Merza D 0-5 CHN Yini Wan D 1-5 GER Anja Musch D 4-5 IRQ Ema Hilwiyah D 4-5 POL Angelika Wator D 0-5 UKR Alina Komaschuk D 2-5 | 13º          | GER Anja Musch D 2-15 | Não avançou        | Não avançou        | Não avançou        | 13º        |

## Judô
| Evento              | Atleta                | 1ª rodada                         | 2ª rodada                   | 2ª rodada repescagem       | Final repescagem B | Disputa pelo bronze B | Pos. final |
| ------------------- | --------------------- | --------------------------------- | --------------------------- | -------------------------- | ------------------ | --------------------- | ---------- |
| Até 81 kg masculino | Daryl Lokuku Ngambomo | MDA Ghenadie Pretivatii V 001-000 | KOR Jae Hyung Lee D 001-010 | MNE Rijad Dedeic D 000-100 | Não avançou        | Não avançou           | --         |

| Evento         | Atleta                                                  | 1ª rodada                | 2ª rodada              | Semifinais             | Final                     | Pos. final      |
| -------------- | ------------------------------------------------------- | ------------------------ | ---------------------- | ---------------------- | ------------------------- | --------------- |
| Equipes mistas | Daryl Lokuku Ngambomo (como integrante da equipe Essen) | ZZX Equipe Munique V 4-3 | ZZX Equipe Chiba V 5-2 | ZZX Equipe Cairo V 5-2 | ZZX Equipe Belgrado V 6-1 | Medalha de ouro |

## Taekwondo
| Evento             | Atleta           | 1ª rodada    | Quartas-de-final              | Semifinais  | Final       | Pos. final |
| ------------------ | ---------------- | ------------ | ----------------------------- | ----------- | ----------- | ---------- |
| Até 63 kg feminino | Sephora Baelenge | Sem oponente | FRA Samantha Silvestri D 1-15 | Não avançou | Não avançou | 7º         |

## Voleibol
Masculino:
| Elenco | Preliminares                                                                 | Preliminares | Disputa pelo 5º lugar          | Pos. final |
| Elenco | Grupo A                                                                      | Pos.         | Disputa pelo 5º lugar          | Pos. final |
| --- | ---------------------------------------------------------------------------- | ------------ | ------------------------------ | ---------- |
| Ousman Badiya, Djo Inginda, Guelord Kadima, Maxime Kazadi, N. Magloir Mayaula, Salva Mbuyi Banza, Patrick Misano, Darby Misiyo Ango, Francis Mujani Faustin, Shesha Masako, Patrick Tshibangu, Tshitshi Tshidende | Sérvia D 1-3 (15-25, 18-25, 25-22, 21-25) Rússia D 0-3 (22-25, 15-25, 13-25) | 3º           | Irã D 0-3 (9-25, 15-25, 17-25) | 6º         |